# Simona Chytrová
Simona Chytrová (* 13. července 1962 Rychnov nad Kněžnou) je česká herečka, výtvarnice kostýmů, producentka a politička.

## Život
Od dětství se věnovala sportovní gymnastice (pod vedením Věry Čáslavské získala titul mistryně republiky a dostala se do reprezentace) a baletu. Vzhledem ke zdravotním problémům však sportovní kariéru ukončila. Následně vystudovala gymnázium a pokračovala na katedře divadelních a filmových věd na Karlově univerzitě.
Osm let strávila v divadle Semafor ve skupině Jiřího Suchého, kde také začala s navrhováním kostýmů. Vytvořila například kostýmy pro snímky Waterloo po česku (2002) a Trampoty vodníka Jakoubka (2005). V roce 2007 založila společnost Olmer film, s.r.o, která mimo jiné koprodukovala s Českou televizí dokumentární film Hledání Jana Wericha, který byl oceněn Grand Prix Vojtěcha Jasného na evropském filmovém festivalu filmů o umění Arts&film Telč 2012.
Manželem Simony Chytrové je český herec a režisér Vít Olmer, mají spolu syna Víta Olmera, který žije a studuje ve Francii.

## Politické působení
Do politiky se pokoušela vstoupit, když v komunálních volbách v roce 2010 kandidovala ještě jako nestraník za Věci veřejné do Zastupitelstva Městské části Praha 5, ale neuspěla.
Na sjezdu Věcí veřejných v lednu 2014 v Hradci Králové byla zvolena místopředsedkyní strany. Ve volbách do Evropského parlamentu v roce 2014 kandidovala neúspěšně na 2. místě kandidátky Věcí veřejných. Později ze strany vystoupila, protože se neshodovala s protievropskou a populistickou orientací strany (a skončila tak i na postu místopředsedkyně). V komunálních volbách v roce 2014 pak kandidovala na nevolitelném místě jako nestraník za TOP 09 do zastupitelstva Městské části Praha 5. Působila také jako místopředsedkyně nadačního fondu Pragae Quinta Regione (PQR), kde se zasloužila o finanční podporu pro motolskou transplantační jednotku. Zastávala také funkci místopředsedkyně komise kultury a obnovy památek na MČ Praha 5.

## Filmografie
- 1980 Temné slunce
- 1986 Jonáš a Melicharová
- 1987 Zuřivý reportér
- 1988 Pan Tau
- 1989 Divoká srdce
- 1991 Tankový prapor
- 1991 Princezna Fantaghiró
- 1994 Ještě větší blbec, než jsme doufali
- 1995 Playgirls
- 1999 Policajti z předměstí (seriál)
- 2001 Tuláci
- 2002 Waterloo po česku
- 2005 Trampoty vodníka Jakoubka
- 2006 Zajatci Ďáblova chřtánu
- 2006 Sůva z nudlí
- 2011 Vůně kávy
- 2013 Lehká jako dech